# Latitergum
Latitergum – wymarły rodzaj chrząszczy z rodziny Trogossitidae, obejmujący tylko jeden znany gatunek: Latitergum glabrum.
Gatunek i rodzaj zostały opisane w 2014 roku przez Yu Yali, Adama Ślipińskiego, Richarda Leschena, Ren Donga i Pang Honga. Opisu dokonano na podstawie pojedynczej skamieniałości pochodzącej z piętra keloweju w jurze, odnalezionej w formacji Jiulongshan w okolicy wsi Daohugou, na terenie chińskiej Mongolii Wewnętrznej.
Chrząszcz ten miał ciało długości 12,84 mm i szerokości 4,93 mm, w zarysie wydłużone, o równoległych bokach. Stosunkowo duża, poprzeczna, prognatyczna głowa miała płaskie oczy, szeroko rozmieszczone szwy gularne i 11-członowe czułki zwieńczone 3-członowymi buławkami o luźno upakowanych członach. Przedtułów był wyraźnie poprzeczny. Najszersze w pobliżu tylnej krawędzi, nieco szersze od głowy przedplecze miało kanciaste, niewystające kąty przednie. Wąsko otwarte od zewnątrz panewki przednich bioder miały poprzeczny zarys. Wąski wyrostek przedpiersia miał równoległe boki i zaokrąglony, nierozszerzony wierzchołek. Biodra odnóży środkowych były umiarkowanie szeroko, a tylnych wąsko odseparowane. Panewki środkowych bioder otwierały się od zewnątrz. Śródpiersie było niewyniesione, a na zapiersiu brakowało szwów metakatepisternalnych. Zarówno przedplecze jak i wąsko-owalne, tępo zakończone pokrywy odznaczały się rozszerzonymi brzegami bocznymi. Odwłok miał pięć widocznych sternitów.